# Zygonyx pretentiosa
Zygonyx pretentiosa is een libellensoort uit de familie van de korenbouten (Libellulidae), onderorde echte libellen (Anisoptera).
De wetenschappelijke naam Zygonyx pretentiosa is voor het eerst geldig gepubliceerd in 1957 door Fraser.